# Microanalyse
La microanalyse est l'identification chimique et l'analyse quantitative de petites quantités de matière. L'un de ses pionniers fut l'Autrichien Fritz Pregl, lauréat d'un prix Nobel de chimie pour ses contributions à ce domaine.

## Techniques
Les techniques les plus connues utilisées en microanalyse comprennent :
- la plupart des techniques spectroscopiques telles que la spectroscopie ultraviolet-visible, la spectroscopie infrarouge, la résonance magnétique nucléaire, la spectroscopie de rayons X à dispersion d’énergie et la spectrométrie de masse ;
- la plupart des techniques chromatographiques telles que la chromatographie en phase liquide à haute performance et la chromatographie d'exclusion stérique ;
- quelques techniques d'analyse thermique telles que la calorimétrie différentielle à balayage et l'analyse thermogravimétrique ;
- l'électrophorèse ;
- le fractionnement par couplage flux-force ;
- la diffraction des rayons X ;
- l'analyse par combustion.

## Avantages
Par rapport aux autres techniques d'analyses, la microanalyse nécessite moins :
- de temps pour la préparation ;
- d'échantillon et de solvant et produit ainsi moins de déchets et est plus rentable.

## Inconvénients
Par rapport aux autres techniques d'analyses, la microanalyse nécessite :
- la manipulation de petites quantités, ce qui n'est pas toujours simple ;
- une plus grande précision de pesée en utilisant par exemple une balance précise.